# Чибчанские языки
Чибчанские языки (чибча) — семья южноамериканских индейских языков, распространённых в Никарагуа, Коста-Рике, Панаме и Колумбии.

## Классификация
- тириби (= терибе)
- таламанка:
  - борука (= брунка)
  - висеитские: брибри, кабекар, †суэрре
- гуаймийские: бокота (= буглере), мовере (= мобе = нгобере)
- вотийские: рама, гуатусо (= малеку-хаика), †гуэтар (уэтар)
- †дораске
- восточночибчанские:
  - куна
  - колумбийские:
    - чимила
    - аруакские (= аруако): коги (= ка́габа), бинтукуа (= ика), малайо (= гуамака), †атанке, †тайрона
    - бари (= мотилон)
    - тунебо (группа диалектов),
    - кундинамарка: †чибча (муиска), †дуит
- пайя
- неклассифицированные: †катио, †нутабе, †малибу́, †мокана, †арма-посо